# Colossus
Pour les articles homonymes, voir Colossus (homonymie).
Piotr « Peter » Rasputin (en russe : Пётр Николаевич Распутин), alias Colossus, est un super-héros évoluant dans l'univers Marvel de la maison d'édition Marvel Comics. Créé par le scénariste Len Wein et le dessinateur Dave Cockrum, le personnage de fiction apparaît pour la première fois dans le comic book Giant-Size X-Men #1 en mai 1975.
Colossus est un mutant, membre de l'équipe des X-Men. Il est capable de transformer son corps en une forme métallique qui lui confère une force et une résistance surhumaine.
En 2006, le site web IGN a classé Colossus au 10e rang de leur classement des « Top 25 X-Men ». En 2008, le magazine Wizard l'a classé à la 184e place de son classement des « Top 200 Comic Book Characters of All Time ». En 2013, le site ComicsAlliance l'a classé à la 22e place de leur liste des « 50 Sexiest Male Characters in Comics ».

## Biographie du personnage

### Membre des X-Men
Piotr Nikolaievitch Rasputin est né dans une ferme collective de Sibérie, près du lac Baïkal, à l'époque de l'Union soviétique. Ses parents sont Nikolai Rasputin et Alexandra Natalya Rasputina. Ils ont un fils aîné Mikhail et une fille cadette Illyana. Celle-ci est très protégée par Piotr, qui l'adore.
Piotr découvre ses pouvoirs en tentant de sauver sa sœur Illyana qui allait se faire écraser par un tracteur.
La jeunesse de Piotr est heureuse car il vit dans une région qu'il aime et avec des personnes gentilles et attentionnées. La révélation de son pouvoir mutant ne le coupe ni de sa famille, ni de ses amis. Lorsque le Professeur Xavier le contacte pour lui proposer d'intégrer son école des jeunes mutants, il est assez hésitant. Finalement, il accepte de partir pour les États-Unis et de faire partie des nouveaux X-Men, le second groupe fondé par le Professeur pour protéger la population des dangers liés aux mauvais mutants.
Piotr, appelé Peter une fois émigré aux États-Unis, choisit Colossus comme nom de super-héros. Il travaille dur pour développer sa capacité à transformer son corps en métal organique indestructible. Son apparence est alors modifiée, sa peau prend la couleur de l'acier. Sa mutation lui confère une force surhumaine (il peut soulever un poids de cent tonnes), une résistance pratiquement sans limite et la possibilité de vivre sans oxygène, nourriture ou eau.
Colossus trouve avec ses compagnons X-Men à la fois l'amitié et l'amour. Kitty Pryde et lui vivent une histoire d'amour pendant plusieurs années. Pendant les Secret Wars, Colossus a pourtant une aventure avec une guérisseuse extra-terrestre nommée Zsaji sur Battleworld la planète du Beyonder. Se sentant coupable, il rompt avec Kitty. Ils gardent alors une amitié forte et sincère.
Colossus a du mal à accepter que sa petite sœur Illyana soit également mutante et qu'elle soit prisonnière dans les limbes pendant plusieurs années, puis devienne aussi une super-héroïne sous le nom de Magik.
Pire, lorsqu'Illyana meurt du virus Legacy et que ses parents décèdent à leur tour, Colossus désabusé rejoint Magneto, le pire ennemi des X-Men. Il change pourtant d'avis après quelque temps et reconnaît son erreur. Il retourne auprès des X-Men tout en conservant une douleur particulière face aux lourdes pertes qu'il a endurées. Il fait aussi partie de Excalibur.

### Affaires de famille
Dans la mini-série Colossus : Bloodline (traduite dans X-Men Hors-Série 26), on découvre le triste lien qui unit Piotr à Mister Sinistre : son arrière-grand-père Grigori Iefimovitch Rasputin, qui servait de cobaye à Sinistre pour créer « sa nouvelle race », a été tué, mais avant de mourir il donne à ses épouses son énergie, qui se transmit à ses descendants.
Le but de Sinistre est que tous ces descendants meurent sauf un pour que Grigori revienne dans le survivant. L'oncle de Piotr, Vladimir, s'immole devant Piotr et Larisa, sa cousine, qui se fait tuer par Sinistre. Il reste donc deux Rasputin : Piotr et son frère Mikhail.
Mikhail, sous l'emprise de Sinistre, est donc ce survivant : il téléporte Piotr en un endroit perdu de l'univers avant de se rendre compte qu'il avait été trompé par Sinistre. Il revient chercher son frère et ils combattent ensemble Sinistre avant que Mikhail ne décide de s'exiler dans Zone noire empêchant ainsi Sinistre d'exécuter son plan.

### Mort et résurrection
Lorsque le Fauve fabrique un vaccin contre le virus Legacy, il y a un gros inconvénient : un mutant doit se sacrifier pour l'activer. Contre l'avis de ses amis X-Men, Colossus s'injecte lui-même la substance pour que plus aucun mutant ne meure comme sa sœur. Ses partenaires découvrent alors son corps, semble-t-il sans vie et le croient mort.
En fait, un extraterrestre nommé Ord ressuscite Colossus alors qu'il gît, mourant. Ord le garde alors emprisonné dans un laboratoire, l'utilisant comme cobaye afin de fabriquer un vaccin contre les gênes mutants. Les X-Men finissent par découvrir Ord et son repaire. Kitty Pryde parvient à libérer Colossus. Celui-ci se venge sur Ord de façon impitoyable.
Colossus retourne une fois de plus auprès des X-Men et tente de renouer avec son amour de toujours.

### Colossus le Fléau
Le Fléau, avatar de l'entité Cyttorak, est choisi par le dieu asgardien Serpent (en) (le frère d'Odin) pour le représenter également sur terre et est investi de nouveaux pouvoirs se cumulant à ceux de Cyttorak.
Tous les X-Men tentent de l'arrêter mais en vain. En dernière recours, ils trouvent Cyttorak pour l'avertir que son avatar a choisi un autre maître. Cette mission est confiée à Colossus, sa sœur Illyana et Kitty Pryde. Cyttorak prend conscience que son avatar a été perverti. Il décide alors de lui retirer tous ses pouvoirs et de prendre un nouvel avatar. Ayant déjà une part sombre en elle, Illyana se porta volontaire. Mais Colossus refusa cela et prit sa place.

## Pouvoirs et capacités
Colossus est un mutant qui possède la capacité de transformer l'ensemble de ses tissus biologiques corporels en un acier organique, simplement par sa volonté. Ce métal semble se rapprocher de l'osmium ou de l’acier carbone. Il peut maintenir sa forme métallique pendant une durée indéterminée.
Sous son apparence humaine, Piotr Raspoutin est déjà un athlète : mesurant 1,98 m (6 pieds 7 pouces) pour 113 kg, il possède une force considérable, sans être surhumaine pour autant, comparable à celle d'un haltérophile poids lourd.
En complément de ses pouvoirs, c'est un dessinateur et un artiste peintre talentueux. C'est aussi un formidable combattant au corps à corps, formé au judo et entraîné dans cette discipline par Wolverine. Ayant travaillé dans les champs durant sa jeunesse, il possède un permis de conduire pour les véhicules terrestres. Il a aussi suivit une formation de pilotage pour l'avion des X-Men, le SR-71 Blackbird. Il parle couramment sa langue natale russe et l’anglais. Il est décrit comme quelqu'un de calme, honnête et vertueux. Artiste doué, il n'accepte qu'à contrecœur d'utiliser ses pouvoirs au combat, estimant qu'il est de sa responsabilité d'utiliser ses capacités en faveur des humains et des mutants.
Lorsqu'il devient Colossus, son corps s’accroît jusqu'à mesurer 2,26 m pour une masse d'au moins 226 kg (certaines sources disent bien plus, peut-être à cause de la densité du métal, mais elles ne sont pas majoritaires). L'explication de ce gain de taille et de masse est inconnue.
Transformé, il possède une force surhumaine. Au début de sa carrière de X-Man, alors tout jeune homme, il peut soulever à peu près 70 tonnes. Une fois sa maturité atteinte, il développe considérablement sa force, grâce au dur entraînement supervisé par Wolverine, et peut soulever un immeuble sans trop de difficulté.
Cette transformation lui procure aussi une armure métallique quasi invulnérable. Avec elle, il peut résister à des températures extrêmes (de −234 °C à plus de 4 580 °C), à l’impact de missiles antichar, la chute d'énormes hauteurs, à l'électricité et certaines attaques magiques sans aucun dommage,. Il a aussi prouvé qu'il n'avait pas besoin d'air (ou presque) lorsqu'il est sous sa forme métallique, ses muscles ne produisant alors quasiment pas d'acide lactique, ce qui lui confère une endurance quasi illimitée. En fait, personne ne sait, même pas lui, combien de temps il pourrait rester sous cette forme (il la gardera plusieurs jours à la suite de la mort d'Illyana). Il ne peut cependant pas se transformer partiellement ; il est soit entièrement de chair, soit entièrement de métal, il n'y a pas d'état intermédiaire. Même ses yeux deviennent métalliques et peuvent résister à des tirs de gros calibre (calibre .45).
Il y a tout de même des limites à sa résistance : Pyro et Avalanche de la Confrérie des mauvais mutants réussissent à le blesser sérieusement lors d'une attaque contre certains X-Men ; Pyro créa un oiseau de feu et fit monter la température du corps d'acier de Colossus jusqu'à le chauffer à blanc, puis Avalanche fit exploser des camions citernes contenant de l'azote liquide qui le congèlent sur place. Colossus se retrouva aux portes de la mort car ce changement brusque de température effrita son armure. Mais Malicia et le docteur des Morlocks réussissent à soigner ces blessures quasi-mortelles. Par ailleurs, certains êtres ou machines dotés d'une force surhumaine suffisante peuvent parvenir à l'endommager.
Il est de plus sensible au vibranium. À chaque fois qu'il entre en contact avec cet métal, il retrouve automatiquement sa forme humaine,.
Durant la période où il est devenu le champion de Cyttorak, étant alors le nouveau Fléau, Colossus possédait une densité de tissus, une force, une résistance, une endurance et une vitesse surhumaines. Il était invulnérable, immortel et inarrêtable une fois mis en mouvement. Il possédait aussi un facteur guérisseur qui lui permettant de récupérer de ses blessures à un rythme surhumain. Il n’avait pas besoin de respirer, ni de boire, manger ou dormir. Enfin, il avait la possibilité de créer un champ de force personnel à 30 cm autour de lui.

## Versions alternatives

### Ultimate X-Men
Dans l'histoire alternative des Ultimate X-Men, Colossus est trafiquant d'armes et envoie l'argent qu'il gagne en Russie à sa famille. Il rejoint les X-Men après que son pouvoir mutant se révèle lorsqu'il survit à une fusillade. Dans le crossover Ultimate War, Colossus bat même le dieu Thor.

### L’Ère d'Apocalypse
Dans cette réalité, Piotr est d'abord membre des X-Men de Magnéto. Il dirige ensuite sa propre équipe, Generation X, à la demande de Magnéto afin de préparer la prochaine génération de X-Men. Son équipe se compose de Kitty Pryde (sa femme), Husk, Skin, Chamber et Vicente. Quand Magnéto leur confie leur première mission, Piotr voit alors réapparaître sa sœur, Illyana, alors déclarée morte. Ils s'introduisent dans les mines de Sugarman afin de la délivrer, mais c'est au détriment de tous les élèves de Colossus et Shadowcat. Lors de l'affrontement final contre Apocalypse, Colossus voit sa sœur se téléporter en compagnie de Bishop et Destinée. Il perd la raison et en voulant la rejoindre et tue malencontreusement Iceberg et sa femme, Shadowcat, avant d'être stoppé par Gambit.

## Apparitions dans d'autres médias
Sauf indication contraire, les informations mentionnées dans cette section peuvent être confirmées par la base de données cinématographiques IMDb,  présente dans la section « Liens externes ».

### Films
Interprété par Daniel Cudmore dans la saga X-Men
- 2003 : X-Men 2 réalisé par Bryan Singer.
- 2006 : X-Men : L'Affrontement final réalisé par Brett Ratner.
- 2014 : X-Men: Days of Future Past réalisé par Bryan Singer.

Interprété par Andre Tricoteux (en)(capture de mouvement) et Stefan Kapičić (trait facial et voix)
- 2016 : Deadpool réalisé par Tim Miller.
- 2018 : Deadpool 2 réalisé par David Leitch

Interprété par Andre Tricoteux (capture de mouvement) et Stefan Kapičić (trait facial et voix) pour le MCU
- 2024 : Deadpool  & Wolverine réalisé par Shawn Levy

### Télévision
- 1981 : Spider-Man and His Amazing Friends (série d'animation) - doublé en anglais par John Stephenson
- 1989 : X-Men : Pryde of the X-Men (série d'animation) - doublés en anglais par Earl Boen et Dan Gilvezan
- 1992 : X-Men (série d'animation) - doublé en anglais par Robert Cait et Rick Bennett
- 2001-2003 : X-Men : Evolution (série d'animation) - doublé en anglais par Michael Adamthwaite
- 2008-2009 : Wolverine et les X-Men (série d'animation) - doublé en anglais par Phil Morris
- 2009 : The Super Hero Squad Show (série d'animation) - doublé en anglais par Tom Kenny

### Jeux vidéo
- 2000 : Marvel Vs. Capcom 2: New Age Of Heroes
- 2003 : X-Men 2 : La Vengeance de Wolverine
- 2004 : X-Men Legends
- 2005 : X-Men Legends II : L'Avènement d'Apocalypse
- 2006 : X-Men : The Official Game
- 2006 : Marvel : Ultimate Alliance
- 2009 : Marvel : Ultimate Alliance 2
- 2011 : X-Men : Destiny
- 2013 : Marvel Heroes
- 2013 : Lego Marvel Super Heros
- 2014 : Marvel : Le Tournoi des Champions